# Сан Мартино (Асколи Пичено)
Сан Мартино (итал. San Martino) насеље је у Италији у округу Асколи Пичено, региону Марке.
Према процени из 2011. у насељу је живело 145 становника. Насеље се налази на надморској висини од 427 м.